# فردریک-والدمار اولسن
فردریک-والدمار اولسن (انگلیسی: Frederik-Valdemar Olsen; ۲۴ مهٔ ۱۸۷۷ – ۱۹ نوامبر ۱۹۶۲) سرباز و اهالی کسب‌وکار اهل دانمارک بود.